# 反中共日
反中共日（日语：反中共デー），是日本的一個紀念日。每年的9月29日，日本右翼團體在當天會聯合表達反對中国共产党的主張。

## 歷史
2002年9月29日，日本右翼民族主義派等不同團體聯合起來，仿反蘇聯日（反ソ連デー），組成「9·29反中共日共鬥委員會」（9・29反中共デー共闘委員会），將9月29日訂為他們的紀念日，其訴求包括打倒中國共產黨，主張钓鱼岛及其附属岛屿屬於日本等。之後每年在此日舉行遊行。